# 克洛弗頓 (明尼蘇達州)
克洛弗頓（英語：Cloverton）是位於美國明尼蘇達州派恩縣新多西鎮區的一個非建制地區。

## 歷史
克洛弗頓於1911年成立，得名自當地常見的三葉草。克洛弗頓的郵局於1912年設立，其後於1972年停運。

## 地理
克洛弗頓所處的海拔為高於海平面333米（即1093英呎），而該地所採用的時區為UTC-6，即北美中部時區（CST）。同時該地設有夏令時間，為UTC-6調快一小時，即UTC-5（CDT）。